# Parelcirkel

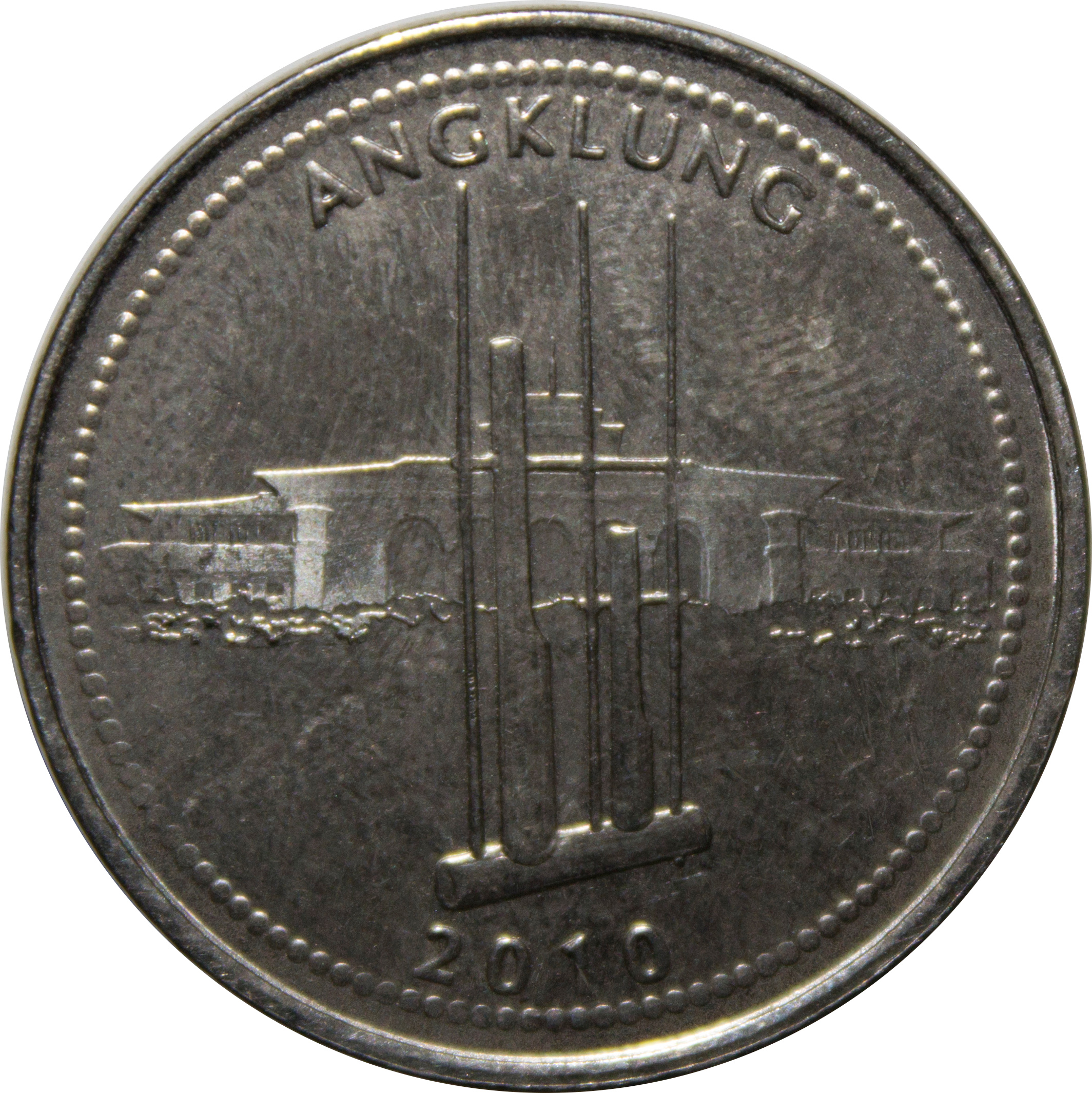
Munt van 1000 Indonesische roepia met parelcirkel.

Een parelcirkel (Engels: dotted border, Frans: grènetis, Duits: Perlenrand) is in de numismatiek een kring van kleine stippen, vaak om de legende te scheiden van de rest van de beeldenaar.
Behalve in de numismatiek wordt deze term ook wel gebruikt bij kunstvoorwerpen, zoals zilverwerk. Een parelcirkel kan bijvoorbeeld voorkomen op bokalen of medailles.